# Arthur "Guitar Boogie" Smith
Arthur Smith (1 de abril de 1921 - 3 de abril de 2014) fue un músico y compositor estadounidense.
Nacido en Clinton, Carolina del Sur, Arthur Smith era un trabajador de una fábrica textil que se convirtió en un compositor de música country célebre y respetado instrumentalista, guitarrista, violinista, y el entonador del banjo que tuvo un gran éxito con el instrumental "Guitar Boogie". La canción le valió el apodo de Arthur "Guitar Boogie" Smith (para diferenciarlo del violinista de Tennessee y estrella de 1930 en Grand Ole Opry, Fiddlin' Arthur Smith) y fue grabado por muchos otros, incluyendo a Tommy Emmanuel. Renombrado "Guitar Boogie Shuffle", se convirtió en el hit de rock and roll por Frank Virtue y los Virtues. Virtue sirvió en la Marina con Smith y cuenta como su gran influencia. Otros músicos que han sido influenciados por Smith son de los estudios de Nashville como Hank "Sugarfoot" Garland, Roy Clark, Glen Campbell y los pioneros de la música surf, The Ventures.
Él murió en su casa el 3 de abril de 2014 a la edad de 93 años.

## Reconocimiento
La carrera de Smith incluye los siguientes premios: BMI a la Canción del Año 1973; Grammy - Dueling Banjos (1973) (guionista de origen); Consejo sobre Eventos no teatrales internacionales - Premio Águila de Oro (1980); El Premio The Gold Squirrel (Gran Premio - Primer Premio) Festival Internacional de Cine y Adventura, Cortina D'Ampezzo, Italia ( 1981); Festival Internacional de Cine de Aventura de la Vida Real, Premio 1.er Lugar (1981); Order of The Long Leaf Pine del Estado de Carolina del Norte Orden (1984); Premio Southeast Tourism Society (1985); Premio American Advertising Federation Medalla de Plata (1986); Broadcast Music Inc. ( BMI ) Mención Especial del Rendimiento ( más de 1 millón de actuaciones de difusión de composiciones originales); El Salón de la Fama de Locutores - Asociación de Radiodifusores de Carolina del Norte (1990); Asociación de Difusores de Carolina del Sur (2006); Salón de la Fama de Carolina del Sur (1998); Premio de Carolina del Norte Folk Heritage (1998); Premio de Carolina del Norte (2001); Legends Award - Festival de Cine Occidental 2003; Premio a la Trayectoria - Asociación de Difusores de Carolina del Sur (2006); BMI Legendary Songwriter Award (2006).
Smith fue incluido en el Salón de la Fama de Música de Carolina del Norte en 2010.

## Discografía

### Álbumes
- Jumpin' Guitar (MGM)
- Guitars Galore (CBS/Monument)
- Smith & Son (CBS/Monument)
- Battling Banjos (CBS/Monument)
- Arthur Smith (MGM)
- Guitar Boogie (MGM)
- The Guitar of Arthur Smith (Starday)
- A Tribute to Jim Reeves (Dot)
- Great Country and Western Hits (Dot)
- Singing on the Mountain (Starday)
- The Arthur Smith Show (Dot)
- Down Home (Starday)
- Old Timers of the Grand Ol' Opry (MGM)
- Original Guitar Boogie (Starday)
- Arthur Smith and Voices (ABC Paramount)
- Goes to Town (Starday)
- Arthur Smith: In Person (Starday)
- Arthur Smith and the Crossroads Quartet (RCA)
- Mister Guitar (Starday)
- Fingers on Fire (MGM)
- Specials (Polydor)
- Arthur Smith, Vol. 1 (Polydor)
- The Original Dueling Banjos (CBS/Monument)
- Plays Bach, Bacharach, Bluegrass & Boogie (CBS/Monument)

### Singles
| Año  | Single                         | Posición en listas | Posición en listas | Álbum           |
| Año  | Single                         | US Country         | CAN Country        | Álbum           |
| ---- | ------------------------------ | ------------------ | ------------------ | --------------- |
| 1948 | "Banjo Boogie"                 | 9                  | —                  | singles only    |
| 1948 | "Guitar Boogie"                | 8                  | —                  | singles only    |
| 1949 | "Boomerang"                    | 8                  | —                  | singles only    |
| 1963 | "Tie My Hunting Dog Down, Jed" | 29                 | —                  | singles only    |
| 1973 | "Battling Banjos Polka"        | —                  | 64                 | Battling Banjos |